# جيشته (إمسلاند)
جيست هي بلدية في مقاطعة  امسلاند في ولاية سكسونيا السفلى.
حالة من الأجزاء المحلية في بلدية جيست:

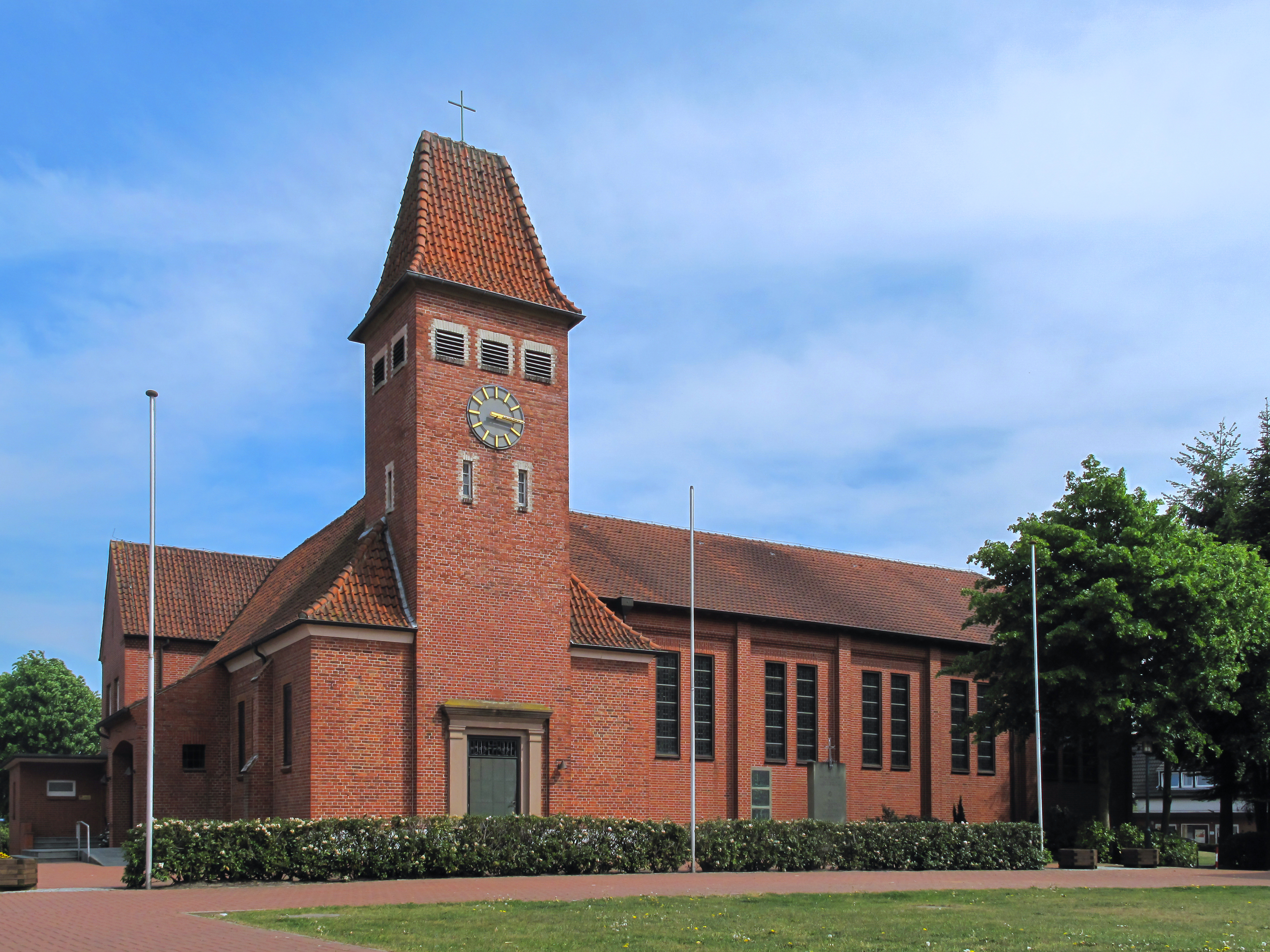
Osterbrock الكنيسة: سانكت Isidorkirche

|  | 1. برامهار 2. دالوم 3. جيشته 4. غروس هيسيبه 5. كلاين هيسيبه 6. أوستربروك 7. فارلوه |

## وصلات خارجية
- الموقع الرسمي (الألمانية)